# A Great Day For Freedom
"A Great Day for Freedom" ("Un gran día para la libertad") es una canción por Pink Floyd para su álbum de 1994, The Division Bell.
Mientras que en su mayoría alude al muro de Berlín, las letras se leen frecuentemente como un reflejo del amargo y lejano compañerismo que David Gilmour tenía con Roger Waters. Sin embargo, Gilmour rechaza esta idea: "Estoy contento de que la gente interprete [The Division Bell] de cualquier modo que desee. Pero tal vez una nota de precaución debería hacerse notar porque puedes leer demasiado dentro de ello. 'A Great Day for Freedom', por ejemplo, no tiene relación alguna con Roger o su "Muro". Simplemente no. ¿Qué más puedo decir?" 
La canción fue interpretada por Gilmour en Gdańsk durante la gira de su álbum de solista On an Island en el 2006, y fue incluido en su álbum en vivo Live in Gdańsk.
En el documental bonus en DVD, Gdańsk Diary, Gilmour declara que la canción es sobre los problemas en la Europa del Este (particularmente en Polonia y Alemania), y si su "libertad" realmente quería decir "libertad". Gilmour también menciona que la canción originalmente se titulaba In Shades of Grey ("En sombras de gris").
En 2022, Gilmour reelaboró la canción basándose en las cintas originales, agregando algunas voces nuevas, instrumentos y coros de Sam Brown, Durga McBroom y Claudia Fontaine tomados de los ensayos de la gira The Division Bell Tour (Cuyos conciertos fueron recopilados en el filme y el álbum en vivo P•U•L•S•E). Fue lanzada como el lado B del sencillo "Hey, Hey, Rise Up!". Aunque tanto Richard Wright como Gilmour tienen el crédito por tocar los teclados en esta versión, esto ha sido cuestionado por Jon Carin, quien ha afirmado que él tocó los teclados, afirmando que fue "increíblemente irrespetuoso usar su nombre para promocionar algo cuando ni siquiera fue invitado a tocar en él".

## En vivo
La canción fue tocada por primera vez en el Joe Robbie Stadium en Miami, Estados Unidos el 30 de marzo de 1994 y fue tocada casi seguido en la gira, incluyendo los conciertos en Ciudad de México, San Diego, Berlín, Praga, Turín, Roma y Londres. La versión de la canción que aparece en el álbum P•U•L•S•E fue tomada el concierto de Londres en el Centro de Exhibiciones Earl's Court el 19 de octubre de 1994 y se pueden oír fragmentos de la versión de la canción del concierto de Turín en el Estadio de los Alpes el 13 de septiembre de 1994.

## Personal
- David Gilmour - Guitarra eléctrica y voz
- Richard Wright - Piano
- Guy Pratt - Bajo
- Tim Renwick - Guitarra acústica (tanto en la versión de estudio como en las versiones en vivo).
- Jon Carin - Programación
- Nick Mason - Batería y percusión
- Michael Kamen - Arreglos orquestales